# Pietro Gilardoni
Pietro Gilardoni (Puria, 18 ottobre 1763 – Milano, 24 maggio 1839) è stato un architetto e incisore italiano.

## Biografia
Figlio di Domenico e di Francesca Mariani, nacque sulle sponde del lago di Lugano e, dopo essere rimasto orfano di entrambi i genitori, si trasferì a Milano, dove dal 1776 lavorò come disegnatore alle mappe dei territori lungo il Ticino presso l'Ufficio del censo. Fu allievo di Leopoldo Pollack, con il quale collaborò nella realizzazione della facciata della basilica di San Vittore a Varese, nel 1791, e della Villa Belgiojoso (oggi Villa Reale) a Milano, nel 1793.
Gilardoni fu anche uno studioso di incisione e nel 1794 realizzò i disegni per il teatro anatomico dell'Università di Pavia, progettato da Pollack. Nel 1793 sposò Angela Pozzi, parente dell'architetto e professore Paolo Pozzo, con il quale il Gilardoni fu in corrispondenza durante l'esecuzione del progetto di Pavia.
Con la costituzione della Repubblica Cisalpina, Gilardoni tornò a lavorare per il pubblico: nel 1797 presso l'Ufficio topografico del Genio e successivamente in quello del dipartimento della Guerra. Dal 1802 fu secondo architetto della Soprintendenza per le Fabbriche Nazionali diretta da Luigi Canonica. In questo periodo Gilardoni lavorò principalmente alle riconversioni a usi pubblici di edifici religiosi, come per esempio l'Archivio giudiziario nell'ex oratorio del Bellarmino, le scuole nell'ex convento di Sant'Agnese e il tribunale nell'ex convento di Sant'Antonio, tutte opere milanesi.
Nel 1805 venne sciolta la Soprintendenza e Gilardoni iniziò a lavorare per i Ministeri dell'Interno e della Giustizia che avevano sede a Milano, all'epoca capitale del Regno d'Italia (1805-1814) e prima della Repubblica Italiana (1802-1805). Nel 1806 sistemò le gallerie reali per la pinacoteca nel Palazzo di Brera e progettò il Palazzo della Scuola di Disegno per la scuola Militare di Ufficiali di fanteria a Pavia. Nel 1807 completò la Fabbrica dei Tabacchi e la Scuola di Veterinaria nell'ex convento di Santa Francesca. Nel 1808 adattò l'ex convento di Santa Maria della Passione a conservatorio. Nel 1809 progettò la facciata dell'istituto dei sordomuti nell'ex convento di San Vincenzino, del quale adattò il refettorio per ospitare la scuola di mosaico. Nel 1811 progettò le nuove serre per l'orto botanico braidense, realizzate nel 1850.
Gilardoni si cimentò anche in lavori di carattere urbanistico a Milano: nel 1805 progettò un grande orto botanico, mai realizzato, nell'ex convento di Santa Teresa, su idea del viceré Eugenio di Beauharnais. Nello stesso periodo lavorò alla realizzazione di una strada tra Porta Nuova e Porta Comasina comprendente la realizzazione di una nuova porta nella cinta dei Bastioni e la sistemazione del piazzale da cui partiva la strada per la villa reale di Monza, ma il progetto non fu ripresa dal "piano dei rettifili" di Luigi Canonica nel 1807. Gilardoni realizzò invece la sistemazione a pubblico passeggio di un tratto dei Bastioni tra Porta Nuova e l'area di Porta Tenaglia nel 1808.
Con il ritorno a Milano degli austriaci, a differenza di Pollack e Giuseppe Piermarini, Gilardoni fu confermato nei suoi incarichi e nel 1817 fu incaricato di eseguire il rifacimento della facciata di Palazzo Diotti, divenuto sede di Governo del neocostituito Regno Lombardo-Veneto. Nel palazzo di Brera progettò il salone dei Premi nel 1817 e gli scaffali della terza sala della biblioteca, appena ampliata (1819), mentre il suo ultimo incarico d'ufficio, nel 1829, fu la nuova terrazza dell'osservatorio astronomico.

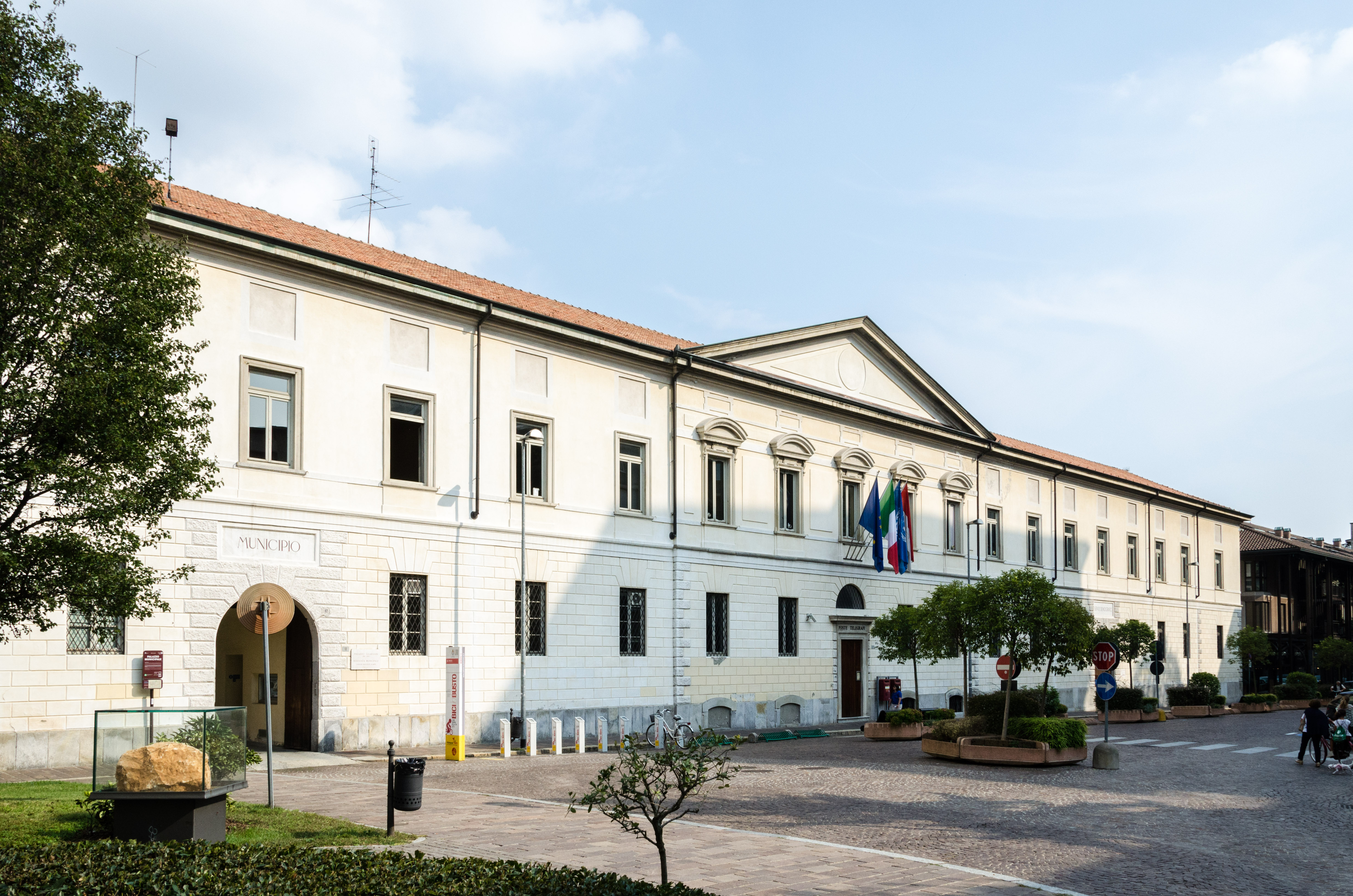
Palazzo Gilardoni a Busto Arsizio

Gilardoni lavorò anche per committenti differenti da quelli pubblici: nel 1822 ristrutturò il seminario di Monza, oggi Liceo ginnasio statale Bartolomeo Zucchi. Nel 1824 progettò l'ampliamento dell'Ospedale Fatebenefratelli a Milano, progetto a cui seguirono altri interventi di edilizia ospedaliera, come la trasformazione, sempre nel 1824, del collegio di San Giuseppe a Busto Arsizio per renderlo un ospedale (Palazzo Gilardoni, oggi sede del municipio), o gli ospedali di Vimercate e Varese, oggi in parte demolito e adattato ad uso residenziale.
Di Gilardoni sono anche il Palazzo Manzi a Dongo (oggi municipio), la facciata e il campanile della chiesa di San Vittore a Porlezza (realizzato dopo la sua morte) e l'altare maggiore della chiesa di Santa Maria Assunta a Puria.